# Komarówka (obwód lwowski)
Komarówka (ukr. Комарівка, Komariwka) – wieś na Ukrainie, w obwodzie lwowskim, w rejonie złoczowskim, w hromadzie Brody. W 2001 roku liczyła 369 mieszkańców.
Do 2020 w rejonie brodzkim. 

## Położenie
Na podstawie Słownika geograficznego Królestwa Polskiego i innych krajów słowiańskich: Komorówka to wieś w powiecie brodzkim, 23 km na północ od Brodów.